# Josip Reić
Josip Reić, hrvatski veslač, osvajač brončane medalje na Olimpijskim igrama u Moskvi 1980. godine.